# Крако
Крако (італ. Craco) — муніципалітет в Італії, у регіоні Базиліката,  провінція Матера.
Крако розташоване на відстані близько 380 км на південний схід від Рима, 65 км на південний схід від Потенци, 35 км на південний захід від Матери.

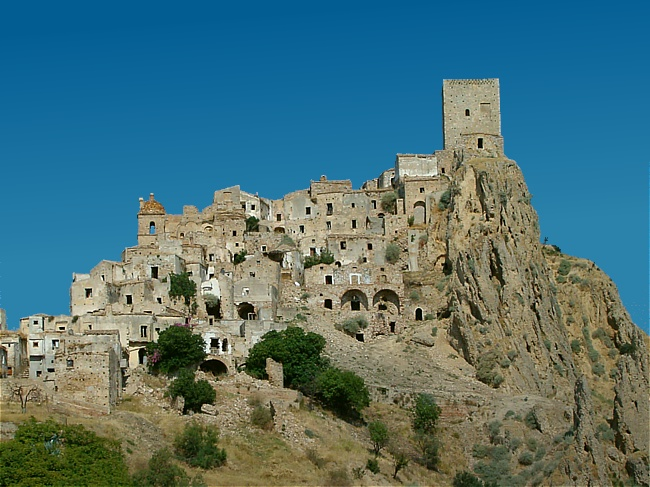

Населення — 747 осіб (2014).
Покровитель — святий Миколай.

## Демографія
Населення за роками:

Станом на 1 січня 2023 року в муніципалітеті офіційно проживало 36 іноземців з 12 країн, серед них 16 громадян країн Євросоюзу та 3 громадяни України.

## Сусідні муніципалітети
- Феррандіна
- Монтальбано-Йоніко
- Пістіччі
- Сан-Мауро-Форте
- Стільяно